# Jarménil
Jarménil – miejscowość i gmina we Francji, w regionie Grand Est, w departamencie Wogezy.
Według danych na rok 1990 gminę zamieszkiwały 342 osoby, a gęstość zaludnienia wynosiła 67 osób/km² (wśród 2335 gmin Lotaryngii Jarménil plasuje się na 713. miejscu pod względem liczby ludności, natomiast pod względem powierzchni na miejscu 1002.).